# Наказ
Нака́з — це розпорядчий документ, який видається керівником установи (структурного підрозділу) на правах єдиноначальності та в межах своєї компетенції, обов'язковий для виконання підлеглими.
Наказ набуває чинності з моменту його підписання, якщо інший термін не вказано в його тексті. Право підписання наказів визначається
законодавством: зазвичай це право мають керівники установ, їхні перші заступники, а також деякі посадові особи відповідно до їх повноважень і
компетенції. Наказ діє доти, доки не буде скасований (особою, яка його підписала, або вищою інстанцією) або поки не буде виконаний чи поки не закінчиться термін його дії, вказаний у самому наказі. Наказ не має юридичної сили та підлягає скасуванню, якщо він виданий із
порушеннями встановлених правил.
Накази бувають індивідуальними й нормативними:
Індивідуальні накази пов'язані з вирішенням питань трудової діяльності конкретних осіб (заохочення й стягнення, переведення на іншу роботу тощо).
Нормативні накази — це безособові накази, які регламентують трудову діяльність усього трудового колективу чи його частини (правила внутрішнього трудового розпорядку, реорганізація структурних підрозділів тощо).
Розрізняють два види наказів: 
— за особовим складом; 
— з питань основної діяльності.
Накази щодо особового складу (це, як правило, індивідуальні накази) пов'язані з вирішенням питань трудової діяльності окремих працівників (зарахування на посаду, звільнення, преміювання тощо).
Накази з питань основної діяльності (нормативні накази) — це документи, які оформляють рішення керівника щодо організації роботи установи в цілому чи його структурних підрозділів (конкретні заходи щодо виконання директив вищих органів, планування роботи окремих структурних підрозділів тощо).
Реквізити:
1. Повна назва установи, де видається наказ.
2. Назва документа.
3. Дата.
4. Номер.
5. Назва (заголовок) наказу (про що наказ).
6. Текст.
7. Підпис (посада керівника, підпис, ініціали, прізвище). Текст наказу складається, як правило, з констатуючої  та розпорядчої частини.

Структура тексту наказів щодо особового складу (про зарахування, звільнення, переведення, надання відпустки тощо):
1. Прізвище, ім'я, по батькові (перший раз у тексті наказу вказується повністю) особи, яка зараховується (звільняється, переводиться) на посаду.
2. Назва посади (структурного підрозділу), на яку зараховується особа (з якої на яку переводиться, з якої звільняється).
3. Дата зарахування (звільнення, переведення). Якщо в тексті вона відсутня, приймається дата підписання наказу керівником установи.
4. На яких умовах (за контрактом, на постійну чи тимчасову роботу, на який термін, за сумісництвом тощо).
5. Особливі умови (скорочений робочий день, неповний робочий тиждень, матеріальна відповідальність тощо).
6. Форма оплати праці (відповідно до штатного розкладу, погодинна тощо).

 
У таких наказах після тексту обов'язково вказується підстава:
1. Для зарахування на посаду — заява особи, яка зараховується на посаду, згода керівника структурного підрозділу тощо.
2. Для звільнення з посади — заява особи, яку звільняють (за власним бажанням, у зв'язку з виходом на пенсію, ліквідація, реорганізація установи тощо з посиланням на відповідні статті КЗпП чи/та інші закони).
3. Для переведення з, однієї посади на іншу — заява особи, яку переводять, або відповідні статті КЗпП тощо.
4. Особа, яка зараховується на посаду (звільняється, переводиться), має ознайомитися зі змістом наказу, розписатися в оригіналі й зазначити дату ознайомлення з документом.